# Ґрем Даддс
Ґрем Даддс (англ. Graham Dadds, 16 березня 1911 — 8 березня 1980) — британський хокеїст на траві.
Бронзовий призер Олімпійських Ігор 1952 року.